# 大阪夕阳丘学园短期大学
大阪夕阳丘学园短期大学（日语： Osaka Yuhigaoka Gakuen Tanki Daigaku *），简称夕短（ゆうたん），是一所位于日本大阪府大阪市天王寺区的私立短期大学。

## 概要

### 简介
- 学校最早可以追溯到1939年[1]。短期大学为于1950年开办[1]、由学校法人大阪夕阳丘学园经营。开始招収男学生从2009年[1]。

### 历史
- 1950年 大阪女子学园短期大学成立并同时设置家政科[1]。
- 1963年 家政科变更为两个学科即服装科[注 4]和食物科[1]。
- 1972年 服装科[注 4]变更为服装学科[注 5]、食物科变更为食物学科[1]。
- 1995年 服装学科[注 5]变更为服饰文化学科[1]。
- 2003年 服饰文化学科变更为时装表现学科[1]。
- 2005年 改校名为大阪夕阳丘学园短期大学[1]。
- 2008年 食物学科食物营养专攻和伙食专攻[注 3]招生最后[1]。
- 2009年 食物营养学科变更为食物学科、时装表现学科变更为职业创造学科[注 1][1]。开始招収男学生从2009年[1]。

### 宪章
- 请参看大阪夕阳丘学园短期大学的标志 （页面存档备份，存于） （日語） 2014年1月10日阅览。

## 学校环境
- 校区：在大阪府大阪市天王寺区

## 历任校长
- 小谷昭子：现在短期大学校长[1]

## 著名人和有关人员
- 请参看大阪夕阳丘学园短期大学的教员 （日語） 2014年1月10日阅览。

## 组织

### 学科
- 职业创造学科[注 1]
- 食物营养学科

### 前学科
- 食物学科
  - 食物营养专攻[注 2]
  - 伙食专攻[注 3]
- 时装表现学科

### 专科
| - 没有 |

### 业余课程
| - 没有 |

### 附属机关
| - 图书馆 |

## 相关链接
- 日本短期大学列表